# NGC 7285
NGC 7285 est une vaste galaxie spirale barrée située dans la constellation du Verseau. NGC 7285 a été découverte par l'astronome germano-britannique William Herschel en 1785.

## Description
Sa vitesse par rapport au fond diffus cosmologique est de 4 015 ± 30 km/s, ce qui correspond à une distance de Hubble de 59,2 ± 4,2 Mpc (∼193 millions d'al).
La classe de luminosité de NGC 7285 est I. Selon la base de données Simbad, NGC 7285 est une galaxie candidate au titre de galaxie active.

## Une paire de galaxies en interaction
NGC 7285 forme une paire de galaxies en interaction gravitationnelle avec sa voisine NGC 7284. De leur interaction, une longue queue de marée s'étend vers le sud, sur près de 200 000 années-lumière. La paire figure dans l'atlas des galaxies particulières d'Halton Arp sous la cote Arp 93, comme exemple d'une galaxie spirale (NGC 7285) avec un compagnon elliptique. Cet ouvrage a été publié en 1966.
Dans un article publié en1995, Soares et ses collègues, indiquent que NGC 7284 et NGC 7285 forment une paire de galaxies. 

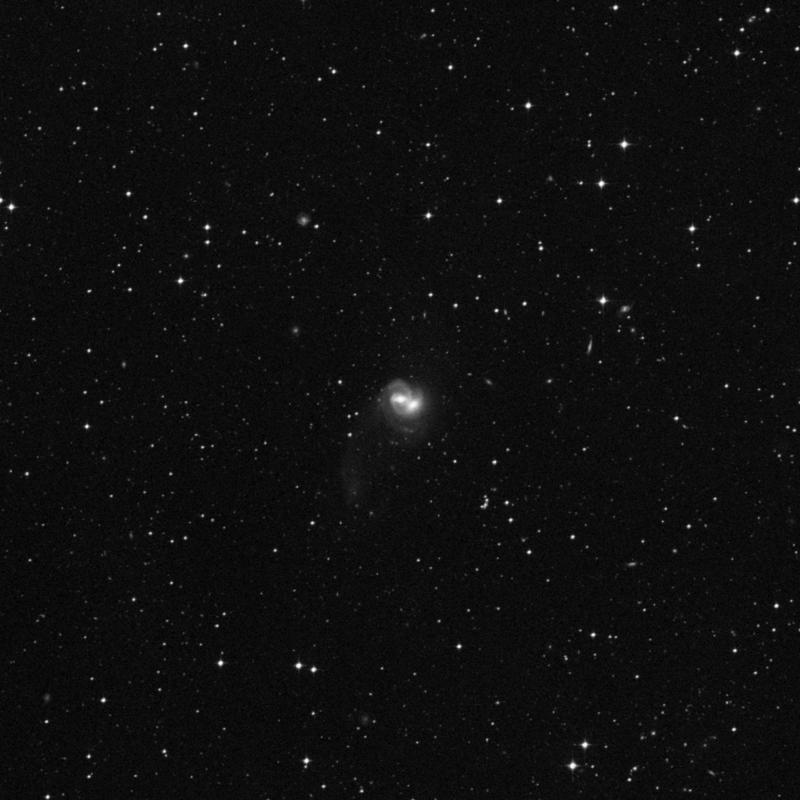
La paire de galaxies NGC 7284/5 imagée par un astronome amateur.

## Groupe de NGC 7285
Selon A. M. Garcia, NGC 7285 est membre d'un groupe de galaxies qui porte son nom. Le groupe de NGC 7285 renferme au moins sept membres. Les autres galaxies du groupe sont NGC 7225, NGC 7252, NGC 7284 et trois autres galaxies du catalogue ESO.